# Jacques Jallet
Jacques Jallet est un religieux et homme politique français. Né le 13 décembre 1732 à La Mothe-Saint-Héray, il est décédé à Paris le 14 août 1791.

## Biographie
Sixième enfant d'un jardinier du Poitou, orphelin de père à cinq ans, confié à un oncle maternel curé de Nanteuil, il est destiné au sacerdoce mais préfère étudier le droit. Il retourne au séminaire après une déception amoureuse et est ordonné en 1759.
Vicaire à Gençay puis curé de Chérigné, il se donne totalement à ses paroissiens.
Venu à Poitiers lors des élections aux états généraux, il défend le bas-clergé et est élu par ses pairs député du clergé du Poitou le 1er avril 1789 aux côtés de son évêque, l'aristocrate Martial-Louis de Beaupoil de Saint-Aulaire.
À Versailles, dès les premières séances, ce curé de campagne ne craint pas de s'en prendre à son évêque et à l'évêque de Luçon, Marie-Charles-Isidore de Mercy, qu'il accuse de malfaçons dans leur Cahier de doléances.
Suivi de son confrère et compatriote René Lecesve, il est, dès le 14 juin, le premier à rejoindre le Tiers-État.Il prête serment au Serment du Jeu de Paume le 20 juin 1789, vote pour la sécularisation des biens de l'Église et prête le serment constitutionnel le 30 décembre 1790.
Tandis que René Lecesve est élu évêque du département de la Vienne, il refuse le 23 février 1791 le poste d'évêque constitutionnel  du diocèse des Deux-Sèvres auquel ses confrères l'avaient élu le 29 octobre 1790 pour rester dans le militantisme politique.
Il meurt au cours d'une session de l'assemblée d'une crise d'apoplexie quelques mois après son confrère René Lecesve.
Son village natal fit édifier une statue en son honneur en 1884, cérémonie que l'abbé Arthur Mugnier relate dans son fameux journal.

## Écrits et sources
- Première lettre de l'évêque d'A ... , député aux Etats - Généraux , à l'évêque de B ... , non député, Paris, sd (parue le 25 mai 1789);;
- Les trois curés du Poitou, membres de l'Assemblée nationale, à Nosseigneurs les prélats, députés du clergé, Paris, sd
- Idées élémentaires sur la Constitution ; imprimées par ordre de l'Assemblée nationale, Paris, Baudouin;
- Opinion relative aux droits de la nation sur les biens du ci-devant clergé, Paris, Baudouin;
- Opinion sur la peine de mort, Paris, Imprimerie Nationale, 1790;
- Deux lettres à Jard - Panvilliers , procureur général syndic du département des Deux - Sèvres ; l'une , datée du 18 février 1794 ; l'autre du 4 mars de la même année . Imprimées à Niort;
- Lettres de Jallet, curé, membre de l'Assemblée nationale, à L.-E.-J. Mercy, membre de la même Assemblée, ci - devant évêque de Luçon, département de la Vendée. Deuxième édition . Paris , imprimerie du Cercle - Social , l'an second de la Liberté (datées des 5 et 25 avril 1791);
- Sur le mariage des prêtres. Opinion de J. Jallet, curé, membre de l'Assemblée nationale constituante, avec cette épigraphe : Que chaque homme ait sa femme , et chaque femme son mari . S. PAUL , 1 , Cor . , VII , 2 . 2e édit . Imprimerie de Du Pont, député de Nemours, 1791;

- Journal inédit de Jallet: député aux États-généraux de 1789, J. J. Brethe (éd.), Fontenay-le-Comte, P. Robuchon imprimeur libraire, 1871. Ouvrage numérisé.

## Voir également
- Assemblée constituante de 1789